# Aseraggodes kaianus
Aseraggodes kaianus är en fiskart som först beskrevs av Günther, 1880.  Aseraggodes kaianus ingår i släktet Aseraggodes och familjen tungefiskar. Inga underarter finns listade i Catalogue of Life.